# Ý Nhân Vương hậu
Ý Nhân Vương hậu (chữ Hán: 懿仁王后; Hangul: 의인왕후; 5 tháng 5, 1555 - 5 tháng 8 năm 1600), là nguyên phối Vương phi của Triều Tiên Tuyên Tổ, vị quân chủ thứ 14 của nhà Triều Tiên.

## Tiểu sử
Xuất thân từ Phan Nam Phác thị (潘南朴氏), bổn quán La Châu (羅州), sinh ngày 15 tháng 4 (tức ngày 5 tháng 5 dương lịch), vào năm thứ 10 của Triều Tiên Minh Tông (1555), bà là con gái của Phan Thành Phủ viện quân Phác Ứng Thuận (朴應順) và Hoàn Sơn Phủ phu nhân Toàn Châu Lý thị (全州李氏), con gái của Văn Xuyên chính Lý Thọ Giáp (李壽甲), hậu duệ của Quế Dương quân Lý Tăng, thứ tử của Triều Tiên Thế Tông.
Tuyên Tổ năm thứ 2 (1569), ngày 29 tháng 12, bà cùng Tuyên Tổ hành gia lễ, sắc phong Vương phi.
Tuyên Tổ năm thứ 7 (1574), Cung tần Kim thị hạ sinh Quang Hải Quân Lý Hồn, về sau được bà nuôi dưỡng.
Tuyên Tổ năm thứ 33 (1600), ngày 27 tháng 6 (tức ngày 5 tháng 8 dương lịch), Vương phi Phác thị qua đời ở Khánh Vận cung (慶運宮) thuộc phường Hoàng Hoa, hưởng thọ 46 tuổi. An táng Mục lăng (穆陵), thụy hiệu là Chương Thánh Huy Liệt Trinh Hiến Kính Mục Ý Nhân vương hậu (章聖徽烈貞憲敬穆懿仁王后).
Bà không sinh dục vương tử nào, mà trưởng tử là Lâm Hải quân không được Tuyên Tổ sủng ái, nên trong việc cân nhắc chọn lập Trữ quân, Lâm Hải quân hoàn toàn bị gạt ra ngoài. Bên cạnh đó, thứ tử Quang Hải Quân được Ý Nhân vương hậu yêu thương, nhận làm con mình, nên Quang Hải quân về sau thuận lợi được phong làm Vương Thế tử. Có thể nói việc Quang Hải quân có được Trữ quân vị trí, không thể không nói đến Ý Nhân vương hậu.